# Земята преди време (сериал)
„Земята преди време“ (на английски: The Land Before Time) е американски анимационен сериал, базиран на едноименната поредица, създадена от Джуди Фродбърг и Тони Гайс. Той е разработен от Форд Райли за „Картун Нетуърк“, продуциран е от „Юнивърсъл Анимейшън Студиос“ и „Амблин Ентъртейнмънт“, който продуцира първият филм със „Съливан Блут Студиос“, и е анимиран от „Уанг Филм Продъкшънс“ в Тайван, както и „Тун Сити“ във Филипините. Сериалът дебютира по YTV в Канада като тестово излъчване на 5 януари 2007 г., излъчва се по „Картун Нетуърк“ на 5 март и свършва на 21 януари 2008 г. Песните на сериала са написани от Мишел Бруман и Форд Райли.

## В България
В България сериалът започва излъчване по Нова телевизия през 2009 г. с разписание всяка събота и неделя сутрин. Дублажът е войсоувър в студио „Александра Аудио“. Ролите се озвучават от Поликсена Костова, Милица Гладнишка, Иван Велчев и Георги Тодоров. Режисьор на дублажа е Георги Стоянов.
До 2017 г. се излъчва по същата телевизия, където дублажът е записан наново в „Нова Броудкастинг Груп“. В него участват Ани Василева, Даниела Сладунова и Христо Узунов. Режисьор на дублажа е Димитър Кръстев.

## Външни преператки
- „Земята преди време (сериал)“ в  Internet Movie Database